# Sân bay Aalborg
Sân bay Aalborg (IATA: AAL, ICAO: EKYT) là một sân bay hỗn hợp dân sự/quân sự nằm ở Nørresundby, Đan Mạch, cách Aalborg 6,5 km về phía tây bắc.

## Các hãng hàng không và các điểm đến
- Atlantic Airways (Vágar) theo mùa
- British Airways
  - Sun Air of Scandinavia (Oslo)
- Cimber Air (Bergen, Copenhagen)
- Scandinavian Airlines System (Copenhagen)
- Sterling Airlines (Copenhagen, London-Gatwick, Malaga, Paris-Challes de Gaulle [bắt đầu từ ngày 2 tháng 4 năm 2008])
- Air Norway (Fagernes, Oslo, Ørland)

## Thông tin sân bay

### Địa chỉ
Sân bay Aalborg
Lufthavnsvej 100
DK-9400 Nørresundby
Denmark

### Số điện thoại
(45) 98 17 11 44

### Thời gian hoạt động
06:00 - 23:30

### Phân hạng sân bay
4E (cat. 7)